# Cremastus petiolaris
Cremastus petiolaris là một loài tò vò trong họ Ichneumonidae.